# Marco Nonio Macrino
Marco Nonio Macrino (en latín Marcus Nonius Macrinus, fl. 161) fue un senador romano del siglo II, que desarrolló una dilatada carrera bajo los imperios de Adriano, Antonino Pío, Lucio Vero y Marco Aurelio.

## Origen y fuentes epigráficas sobre su carrera

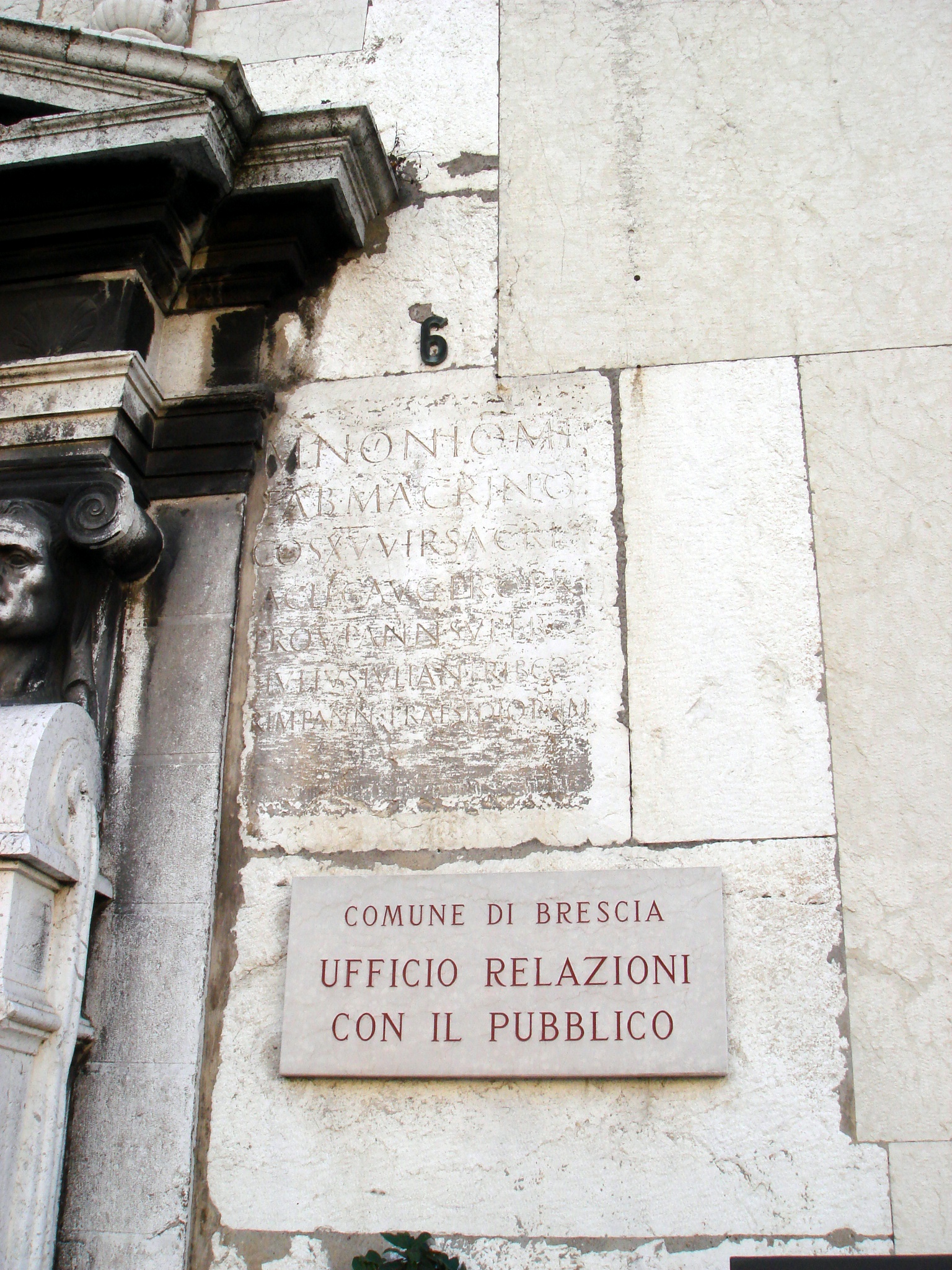
Inscripción honoraria CIL V 4343 empotrada en un edificio de la Piazza della Loggia en Brescia (Italia), dedicada por el caballero Lucio Julio Veilio Grato Juliano a Marco Nonio Macrino, optimus praeses de la provincia Panonia superior, en la que estaba desplegada la cohors I Ulpia Pannoniorum, por él comandada entre 161 y 163.

Nonio Macrino era natural del municipium de Brixia (Brescia, Italia). Conocemos su larga carrera a través de diferentes inscripciones, de entre las que destaca su epitafio encontrado en 2007 en los restos de su tumba monumental:

[M(arco)] Nonio M(arci) fil(io) Fab(ia) Macrino [consuli proconsuli Asiae XVvir(o) sacris f]ac(iundis) sodali Verian[o Antoniniano ---]

comiti leg(ato) Imp(eratoris) Antonini Aug(usti) ex[peditionis Germanic(ae) et Sarmatic(ae) leg(ato)] Aug(usti) pr(o) pr(aetore) p[rovinciarum Baeticae et Hispa]niae

citerioris item Pannoniae sup[erioris item Pannoniae inferioris curato]ri a[lvei Tiberis leg(ato) leg(ionis) XIIII Gem(inae) praet(ori) tr(ibuno) pl(ebis) leg]ato

provinciae Asiae quaestor[i --- tribuno militum leg(ionis) X Fretens(is) item leg(ionis) VII Geminae Xvir(o) stlitibus iudican]dis  4

patri optimo et Flavi[ae ---]

M(arcus) Noniu[s Arrius]

También destaca en una inscripción honoraria de su Brescia natal.

[M(arco) No]nio [M(arci) f(ilio)]

[Fab(ia) Ma]crino [co(n)s(uli)]

[XVvir(o) sacr(is) f]aciund(is) leg(ato) [Aug(usti)]

[pr(o) pr(aetore) prov]inc(iae) Pann(oniae) superi[or(is)]    4

[curatori alve]i Tiber(is) et riparum ite[m]

[cloac(arum) urb(is) leg(ato)] Aug(usti) pr(o) pr(aetore) provinc(iae) Pann(oniae) [inf(erioris)]

[leg(ato) leg(ionis) XIIII Ge]m(inae) pr(aetori) trib(uno) pleb(is) leg(ato) prov(inciae) Asia[e q(uaestori)]

[tr(ibuno) mil(itum) legi(onis) X Fr(etensis) et le]g(ionis) VII Gem(inae) Xvir(o) stlitib(us) iudic[and(is)]    8

[d(ecreto) pa]trono [d(ecurionum)]

Por último, su carrera hasta el proconsulado de Asia aparece en una inscripción en griego procedente de Éfeso (Turquía). .

## Cursus honorum
Su carrera comenzó en los últimos años del imperio de Adriano, ocupando durante el vigintivirato el puesto de Decemvir stlitibus Iudicandis, miembro del tribunal encargado de dilucidar los pleitos sobre ciudadanía romana, para pasar a ser al año siguiente tribuno laticlavio de la Legio VII Gemina en su base de Legio (León, España), en la muy tranquila provincia Tarraconense. Normalmente, su primera experiencia militar habría terminado así, pero, excepcionalmente, le fue asignado un segundo tribunado en la Legio X Fretensis, con campamento en Aelia Capitolina, en la recientemente pacificada provincia Judea, cuyo nombre había sido cambiado al de Siria Palestina.
Ya bajo Antonino Pío, accedió a la magistratura de cuestor, para ser enviado al año siguiente como uno de los tres legados con los que contaba el procónsul de la provincia Asia. De vuelta a Roma, en los años siguientes siguió una carrera regular, desempeñando las magistraturas de tribuno de la plebe y pretor.
Con el rango pretorio, ingresó en el colegio sacerdotal de los quindecimviri sacris faciundis y accedió a una nueva experiencia militar, como legado de la Legio XIV Gemina, cuyos reales estaban en Carnuntum, en Panonia Superior, una de las unidades más prestigiosas del ejército romano. A continuación, fue enviado como gobernador a la vecina provincia Panonia Inferior, cargo que llevaba aparejado el mando directo sobre la Legio I Adiutrix, con base en Aquincum, capital de la provincia.
De vuelta a Roma, fue designado consul suffectus entre abril y junio de 154, para desempeñar después los cargos de curator cloacarum Urbis, para supervisar el funcionamiento de la red de saneamiento de la urbe, y de curator alvei Tiberis et riparum, para controlar el estado del cauce del río Tíber y prevenir inundaciones.
Poco después, en los años finales del imperio de Antonino Pío, fue enviado de nuevo al limes del Danubio como gobernador de la provincia Panonia Superior, una de las tres provincias imperiales dotadas con tres legiones de guarnición, y en la que ya había servido como legado de la XIV Gemina.
Su proximidad a los nuevos coemperadores, Lucio Vero y Marco Aurelio, le valió que, cuando el primero falleció víctima de la peste y fue deificado en 169, fuera nombrado sodal Veriano Antoniano, encargado de rendir culto a la nueva deidad imperial. Su carrera regular culminó entre 170 y 171 como Procónsul de Asia, provincia en la que había servido como legado en su juventud.
La cercanía a Marco Aurelio y su dilatada experiencia en el Danubio hicieron que el emperador lo admitiese en su estado mayor como comes durante los largos años de las guerras marcomanas y, que hacia 172 le enviase como gobernador de las provincias Tarraconense y Bética, unificadas para combatir las razias de los mauri del norte de África sobre el litoral meridional de Hispania.
Debió fallecer antes de la muerte de Marco Aurelio en 180.

## Matrimonio y descendencia
Contrajo matrimonio con Arria, tal vez una filósofa platónica relacionada con Galeno, con la que tuvo como hijo a Marco Nonio Arrio Muciano Manlio Carbón, consul suffectus bajo Cómodo. Su nieto Marco Nonio Arrio Muciano fue consul ordinarius en 201, bajo Septimio Severo.

## Tumba monumental
En octubre del 2008, su tumba fue descubierta por arqueólogos en el río Tíber cerca de la Vía Flaminia, en el norte de Roma. Cuatro años después de su descubrimiento, en diciembre del 2012, la excavación fue tapada por falta de fondos destinados a la reconstrucción. Se considera como una medida temporal, para preservar el frágil mármol.

## Cinematografía
La vida de Marco fue una de las inspiraciones para el protagonista de la película del año 2000 Gladiator: Máximo Décimo Meridio. De todas maneras, aunque el personaje histórico Marco y el ficticio Máximo presenten similitudes, como ser contemporáneos del emperador Marco Aurelio y cercanos a él, Marco murió rico a los 70 años posiblemente y tuvo una buena vida, mientras que Máximo es vendido como esclavo y fallece sin familia y en la pobreza.